# Гринштейн, Акива Соломонович
Акива Соломонович Гринште́йн (1909—1965) — советский инженер, специалист в области корабельной радиолокации, конструктор корабельных РЛС.

## Биография
Родился в Одессе 04 августа 1909 года[по какому календарю?].
В 1927—1931 годах работал арматурщиком в «Хладстрое» и Областной стройконторе.
В 1931—1935 годах учился в Одесском электротехническом институте инженеров связи. После получения диплома был направлен в Главный военный порт Черноморского флота в Севастополе: инженер, начальник цеха, начальник лаборатории.
В 1938—1953 годах работал в НИИ-10: инженер, старший инженер, главный конструктор разработок, начальник отдела.
Главный конструктор первых корабельных РЛС сопровождения воздушных и надводных целей дециметрового диапазона «Редан-1» — для крейсеров и «Редан-2» — для эсминцев (1945). Главный конструктор РЛС сантиметрового диапазона «Якорь».
кандидат технических наук (1946), старший научный сотрудник (1950).
Умер в 1965 году.

## Признание
- Сталинская премия второй степени (1946) — за создание РЛС.
- орден Трудового Красного Знамени (1945)
- две медали

## Семья
Сыновья:
- Виктор Акивович Гринштейн (род. 1942), учёный в области автоматизированных систем управления, автор монографий «Интерпретирующие программные средства обработки информации» (с соавторами, М.: Радио и связь, 1984) и «Автоматизация проектирования АСУ с использованием пакетов прикладных программ» (с соавторами, М.: Энергоатомиздат, 1987);доктор технических наук, профессор.
- Леонид Акивович Гринштейн (род. 1945), кандидат технических наук (1984).